# Oxford Porcelanas S/A
Oxford Porcelanas S/A. é um grupo industrial brasileiro, fabricante de cerâmicas, porcelanas e cristais de mesa, com sede e parque fabril em São Bento do Sul, estado de Santa Catarina, e unidades de produção em Campo Alegre, Pomerode e São Mateus.
Maior da América Latina em seu ramo, exporta para mais de noventa países e conta com um portfólio composto pelas marcas "Oxford", voltada para produtos de porcelana, "Biona", para cerâmica,  "Crystal" e "Strauss".
Também fazem parte do grupo a "Oxford Gifts", especializada em brindes e produtos personalizados, e a "Oxford Mineração", que supre suas fábricas com matérias-primas.

## História
Em 26 de novembro de 1953, Francisco Loersch vendeu a "Cerâmica Santa Terezinha", localizada no bairro Oxford, em São Bento do Sul, para um grupo de empresários liderados por Otair Becker, passando a se chamar "Indústria Cerâmica Oxford Ltda." A produção foi iniciada em 2 de janeiro de 1954, com apenas 72 colaboradores e uma fábrica, voltada inicialmente para a produção de cerâmica. Em 1968 surgiu no município de Campo Alegre, em Santa Catarina, a "Oxford Mineração", empresa que passa a fornecer e comercializar argila, matéria-prima de materiais cerâmicos.
A Oxford passou a vender seus produtos ao mercado externo em 1976 e atingiu a marca de 1 359 contêineres exportados em 1984, quando inaugurou sua segunda unidade fabril, aumentando seu quadro para 880 colaboradores. Também participou de uma feira mundial em Berlim. Em 1994 se fazia presente em 65 países, figurando na 5ª colocação no ranking dos maiores produtores de louças domésticas.
Em 1996 e em 2001, foram inauguradas, respectivamente, as unidades fabris 05 e 06 de São Bento do Sul. Em 2010, a empresa passou a se chamar Oxford Porcelanas S.A., criando linhas de produtos, como a "Oxford Daily", "Biona Cerâmica", "Oxford Crystal" e a "Oxford Cookware", voltada para o ramo de panelas.
Em 2016 inaugurou sua primeira unidade fabril fora do estado de Santa Catarina, localizada no município de São Mateus, no Espírito Santo. Em 2017, a  "Cristallerie Strauss", tradicional produtora de cristais finos feitos à mão, de Pomerode, passou a fazer parte do grupo, mantendo a fábrica e a marca, voltada para o mercado de luxo.
Hoje a Oxford conta com um fundo de investimento formado pelas três famílias fundadoras da  WEG S.A., grupo multinacional brasileiro do ramo eletro-eletrônico.

## Unidades

### Santa Catarina
- São Bento do Sul: sede administrativa e unidades fabris de porcelana e cerâmica;
- Pomerode: unidade de produção de cristais.[8]

### Espírito Santo
- São Mateus: unidade de produção de porcelanas.[9]